# 山本久惠
山本久惠（Hisaye Yamamoto，1921年8月23日—2011年1月30日）是一位日裔美国作家，以短篇小说集《十七个音节和其他故事》（Seventeen Syllables and Other Stories）而闻名，该书首次出版于1988年。她的作品直面日本人在美国的移民经历、第一代和第二代移民之间的代溝，以及妇女在社会中的艰难角色。